# Rundu

Rundu é uma cidade da Namíbia, capital da região de Kavango, está localizada na fronteira com a Angola, às margens do rio Okavango. De acordo com o censo de 2001 a cidade possuía 44.413 habitantes.
- latitude: 17° 55' 60 Sul
- longitude: 19° 46' 0 Leste
- altitude: 1.105 metros

Forma uma aglomeração transfronteiriça, somente separada pelo rio Cubango, com a cidade de Calai, em Angola. Por sua posição num dos pontos mais importantes da Fronteira Angola–Namíbia, possui um consulado-geral de Angola.